# 一ノ矢藤太郎
一ノ矢 藤太郎（いちのや とうたろう、1856年4月29日（安政3年3月25日） - 1923年（大正12年）2月15日）は、青森県南津軽郡田舎館村出身で高砂部屋に所属した大相撲力士。本名は福士 藤太郎。最高位は大関。現役時代の体格は178cm、95kg。

## 来歴
角界の革命児と謳われた初代高砂に入門し、1880年（明治13年）5月場所序ノ口。序ノ口から7場所目となる1883年（明治16年）5月場所で入幕を果たす。彼の入幕以降2020年7月場所時点まで137年間、青森県出身の幕内力士が不在だった場所は一度もない。幕下二段目から十両を一気に飛び越しての昇進であり、期待の大きさをうかがわせる。
178cmという身長は当時にあって長身、力も強く左四つからの吊り、寄りを武器に幕内にあっても期待通りの活躍を見せた。新入幕の場所で7勝2敗を挙げていきなり優勝相当の好成績を挙げ、初代西ノ海（のち16代横綱）大達（のち大関）とともに「高砂三羽烏」と謳われた。平幕暮らしが長かったものの入幕から6年後の1889年（明治22年）1月場所で待望の大関に昇進した。ところが2場所とも勝ち越していながら、3場所目の1890年（明治23年）1月場所で関脇に落とされるという不運を味わった。その後3年間三役を務めて1892年（明治25年）6月場所を最後に引退した。
引退後は角界には残らず、地元青森に帰って土地相撲を率いて各地を巡業し、当時としては長命の66歳（数え年で68歳）まで生きた。一ノ矢を慕って高砂部屋に入門するものが続出し、一時「津軽部屋」とも呼ばれたほどだったという。そうしたことから、「青森相撲王国中興の祖」と呼ばれている。曾孫は一乃矢藤太郎の四股名を名乗り、1960年代前半に幕内で相撲を取った。

## 主な成績
- 番付在位場所数：25場所
- 幕内在位：19場所（うち大関2場所、関脇5場所、小結5場所）
- 幕内成績：67勝33敗4分10預76休　勝率.670
- 大関成績：9勝5敗1預5休　勝率.643
- 優勝相当成績：2回（1883年5月場所、1887年1月場所）

### 場所別成績
| 1880年 （明治13年） | x                               | 東序ノ口16枚目 –                |
| 1881年 （明治14年） | 東序二段12枚目 –                | 東三段目34枚目 –                |
| 1882年 （明治15年） | 東三段目8枚目 –                 | 西幕下42枚目 2–0 （対十両相当） |
| 1883年 （明治16年） | 西幕下11枚目 3–0 （対十両相当） | 西前頭10枚目 7–2–1              |
| 1884年 （明治17年） | 西前頭6枚目 3–4–1 1分1預        | 西前頭6枚目 2–3–3 2預           |
| 1885年 （明治18年） | 西前頭3枚目 4–3–1 1分1預        | 西前頭2枚目 0–0–10              |
| 1886年 （明治19年） | 西前頭5枚目 6–3–1               | 西前頭筆頭 6–3–1                |
| 1887年 （明治20年） | 西小結 8–1–1                    | 西関脇 3–1–6                    |
| 1888年 （明治21年） | 西関脇 4–1–4 1預                | 西関脇 7–0–1 2分                |
| 1889年 （明治22年） | 西大関 3–2–4 1預                | 西大関 6–3–1                    |
| 1890年 （明治23年） | 西関脇 1–3–5 2預                | 東関脇 0–0–10                   |
| 1891年 （明治24年） | 東小結 5–3–2                    | 東小結 0–0–10                   |
| 1892年 （明治25年） | 東小結 2–1–4 3預                | 東小結 引退 0–0–10              |
| 各欄の数字は、「勝ち-負け-休場」を示す。 優勝 引退 休場 十両 幕下 三賞：敢=敢闘賞、殊=殊勲賞、技=技能賞 その他：★=金星 番付階級：幕内 - 十両 - 幕下 - 三段目 - 序二段 - 序ノ口 幕内序列：横綱 - 大関 - 関脇 - 小結 - 前頭（「#数字」は各位内の序列） |                                 |                                 |

- この時代は、幕内力士は千秋楽（10日目）には取組が組まれず、出場しないのが常態であったので、各場所の1休はそれに該当するものであり、実質的には9日間で皆勤である。
- 幕下以下の地位は小島貞二コレクションの番付実物画像による。また当時の二段目11枚目以下の星取や勝敗数等の記録については2024年現在相撲レファレンス等のデータベースに登録がなく、特に序二段や序ノ口などについては記録がほとんど現存していないと思われるため、幕下以下の勝敗数等は暫定的に二段目10枚目以上との対戦の分のみを示す。